# Sportivo Buenos Aires
Sportivo Buenos Aires was een Argentijnse voetbalclub uit de hoofdstad Buenos Aires.

## Geschiedenis
De club werd opgericht op 1 februari 1918 toen Buenos Aires Isla Maciel en Sportivo Argentino fuseerden. Sportivo Argentino werd in 1915 opgericht door voormalige spelers van CA Boca Juniors. In 1920 promoveerde de club naar de hoogste klasse en speelde daar tot 1934. In 1939 degradeerde de club naar de derde klasse en twee jaar later trok de club zich terug uit de reguliere competities. De club zou nog bestaan hebben tot de jaren zestig.